# Борнеман, Ганс
Ганс Борнерманн (нем. Hans Bornemann, ум. 1474 г.) — немецкий художник в жанре поздней готики из Гамбурга.

## Биография
Первое упоминание касается 1448 г., когда он в документах назван наследником участка земли в Гамбурге. Однако уже в 1444 г. есть упоминание в завещании живописца Конрада фон Фехта как работник его мастерской, получивший по завещанию плащ и половину его произведений искусства.
Большинство его сохранившихся работ находятся в Люнебурге, хотя сам он жил в Гамбурге и был членом союза художников.
Ганс Борнеманн был одним из основателей братства гильдии Святого Луки в Гамбурге. Он также работал в городском совете Гамбурга в его представительстве в Штаде. Он создал семнадцать портретов принцев в Гамбургской ратуше, которые не сохранились и упоминаются лишь в документах.
Борнеман, вероятно, получил часть своего обучения в Нидерландах, вероятно, был под влиянием мастерской Робера Кампена и Флемальского мастера. Под их влиянием принес в северную Германию новую форму художественного представления, которую историк искусства Ганс-Георг Гмелин назвал «новым наблюдением за реальностью». В период между 1444 и 1447 годами Борнеман создал первый топографически точный вид города северной Германии на Хайлигентальском алтаре с панорамой Люнебурга на заднем плане. Это достижение сравнимо с изображением Женевского озера на панели «Чудесного улова» Конрада Вица.
В 1457 году он написал картину святого Ансгара с дарителем картины, настоятелем собора Йоханом Миддельманом. После сноса собора картина была перенесена в главную церковь Святого Петра в 1817 г.
Предполагается, что художник Хинрик Фунхоф женился на вдове умершего в 1483/1484 годах коллеге Гербург Борнеман, и тем самым получил его мастерскую. Однозначных документальных свидетельств этого не существует, и историк Иоганн Мартин Лаппенберг считал, что в действительности Фунхоф женился на дочери Борнемана. После смерти Фунхофа, согласно традиционной версии, Гербург Борнеман вышла замуж за художника Абсолона Штумме.

## Семья
Был женат на, их сын стал художником.